# Мейс, Гаэлль
Гаэлль Мейс (родилась 16 ноября 1991 года в городе Генте, Бельгия) — бельгийская художественная гимнастка. Национальный чемпион Бельгии в 2007 и 2008 годах. Бронзовый призёр чемпионата Европы 2006 года для юниоров в вольных упражнениях.
Представляла Бельгию на летних Олимпийских играх 2008 года в Пекине.
На Олимпиаде Мейс в финале многоборья набрала 57.150 очков — это её личный рекорд.
В июле 2012 года Мейс заменила получившую травму Джулию Крокет на Олимпийских играх 2012 в женской спортивной гимнастике. Это были её вторые Олимпийские игры. В чемпионате мира по спортивной гимнастике в 2013 году Мейс финишировала 18-й в соревнованиях по многоборью.
Принимала участие в составе женской команды по спортивной гимнастике на Олимпийских играх 2016 года в Рио-де-Жанейро. Бельгийская команда в составе Нины Дервал, Сенны Дерикс, Акселль Клинкарт, Гаэлль Мейс, Лауры Вам и Руне Херманс впервые участвовала в многоборье по спортивной гимнастике и заняла в квалификации двенадцатое место.